# George R. Riddle
George R. Riddle (New Castle, 1817 – Washington, 1867. március 29.) az Amerikai Egyesült Államok szenátora (Delaware, 1864–1867).